# Logica vetus
Nell'ambito della storia della logica, il termine latino Logica vetus ("Logica antica") indicava l'elenco delle opere classiche note in Occidente fino al 1225-1250:
- le Categorie e il trattato Sull'interpretazione di Aristotele, tradotti dal greco in latino da Boezio dal 510 al 512;
- l'Isagoge di Porfirio, composta nel 268 e tradotta in latino da Boezio nel 508;
- i Topica di Cicerone;
- alcune opere di Boezio, quali: il De topicis differentiis (completato nel 522), il De divisione, il De syllogismis categoricis (c. 515) e il De syllogismis hypotheticis (517);
- il Liber sex principiorum, un commento sull'ultima parte delle Categorie, per lungo tempo attribuito a Gilbert de la Porrée (X secolo) e rimasto senza attribuzione autorale.

## Storia
Quattro secoli prima delle date usualmente accettate, Erico d'Auxerre commenta con le proprie glosse l'apocrifo agostiniano Categoriae decem (tardo IV secolo) Nei testi risulta chiaramente che secondo Aristotele la sola sostanza distinta è l'individuo del quale i generi e le specie sono sostanze seconde, prive di esistenza propria.
A partire dal XII secolo, l'espressione Logica vetus è contrapposta alla Logica nova che include le due opere di Aristotele fino allora mancanti per completare l'Organon: Primi analitici e Secondi analitici commentati da Boezio. L'edizione più antica nota è contenuta nel Codex Floriacensis conservato presso l'Abbazia di Fleury, nella regione di Orléans, che è datato alla seconda metà del X secolo e talora è ascritto all'antica abbazia di Fleury-sur-Loire). Prima del 1150, il corpus iniziò a integrare la traduzione degli Analitici secondi curata da Giacomo da Venezia.